# Kampf der Nibelungen
El Kampf der Nibelungen (KdN), abans també Ring der Nibelungen, és l'esdeveniment d'arts marcials més gran de l'escena ultradretana a Alemanya i Europa. Se celebra anualment des del 2013 (a excepció del 2019 i el 2020).

## Història
L'esdeveniment es va organitzar per primera vegada el 2013, en aquell moment encara en un marc conspiratiu, que l'esdeveniment va mantenir fins al 2018. Els dos primers esdeveniments van tenir lloc a Vettelschoss (Renània-Palatinat). El 2015 es va celebrar el KdN a Hamm i el 2016 a Gemünden . 2017 a Kirchhundem, 500 espectadors i combatents van assistir a l'esdeveniment.
El 2018 l'esdeveniment va tenir lloc dues vegades, d’una banda al Shield and Sword Festival a Ostritz, Saxònia, per altra banda, l'esdeveniment es va registrar oficialment per primera vegada i es va tornar a celebrar a l’octubre del 2018. Ambdues vegades el lloc va ser l’Hotel Neisseblick de l'ex-membre del NPD Hans-Peter Fischer. Amb 850 persones de tota Alemanya, així com de França, Itàlia, Àustria, Suïssa, la República Txeca i Ucraïna, el torneig d’arts marcials va rebre un nou rècord de visitants.
El juny de 2019, l'esdeveniment d’arts marcials s'havia de tornar a dur a terme en el marc del Shield and Sword Festival, però es va cancel·lar a causa d’un nombre insuficient de participants.
L'octubre de 2019, es va proclamar Ostritz com a seu, amb la qual cosa la ciutat va imposar una prohibició. La raó exposada per la ciutat d'Ostritz era que l'esdeveniment no tenia "cap caràcter esportiu", sinó que servia per "habilitats extremistes de combat de dretes i, per tant, per a la preparació d'una lluita política". El tribunal administratiu de Dresden va rebutjar una sol·licitud urgent presentada pels organitzadors. La sentència va ser confirmada pel Tribunal Administratiu Superior de Saxònia.
El 26. El setembre de 2020, l'esdeveniment, que se suposava que tenia lloc als terrenys d'un circuit de motociclisme del districte de Rothensee de Magdeburg, va ser clausurat prematurament per la policia.

## Organització i ideologia
Un dels organitzadors de l'esdeveniment va ser Alexander Deptolla. Un dels organitzadors el 2018 va ser l'extremista de dreta rus Denis Kapustin de la marca d’arts marcials White Rex. El neonazi Robin Schmiemann de Combat 18 és un dels altres empleats de l'organització. Els patrocinadors dels esdeveniments d’arts marcials són marques de roba d'extrema dreta com Raptor Wear, Sport frei de la categoria C, Black Legion i Pride France.
Segons la informació dels seus estatuts i del seu lloc web, la lluita dels nibelungs rebutja l'ordre bàsic lliure-democràtic. Els estatuts exclouen els anomenats "estrangers culturalment" tant com a participants com com a espectadors. L'esdeveniment també es veu explícitament com a preparació per a l'anomenat "xoc final de cultures". Els lluitadors competeixen en les disciplines i segons les regles del K-1, la boxa i les arts marcials mixtes.
El símbol de l’organització és una fulla de til·ler en un octàgon.